# Linia kolejowa nr 230
Linia kolejowa nr 230 – wyłączona z eksploatacji linia kolejowa Wejherowo–Garczegorze.

## Historia
Linia początkowo biegła z Wejherowa do Prusewa (Neudstadt-Prußau); dopiero później przedłużono ją przez Choczewo do Garczegorza. Podczas II wojny światowej linia została rozdzielona pomiędzy Zamostnym a Rybnem przez rzekę Redę, na której zniszczony most został odbudowany w 1946 r.
W związku z planowaną budową elektrowni szczytowo-pompowej i pierwszej w Polsce elektrowni jądrowej nad Jeziorem Żarnowieckim w Rybnie Kaszubskim, w latach 80. XX w. zbudowano i zelektryfikowano odgałęzienie do stacji Elektrownia Jądrowa Żarnowiec, co wiązało się również z elektryfikacją odcinka Wejherowo-Rybno Kaszubskie. Pierwszy pociąg dotarł do Żarnowca w 1985 r.
Zmiana ustroju po 1989 r. oraz zaprzestanie budowy elektrowni atomowej w 1990 r. miały ogromny wpływ na funkcjonowanie tej linii. Ruch pasażerski zawieszono 31 maja 1992 r. Do końca lat 90. XX w. był jeszcze prowadzony ruch towarowy (pociągi zdawcze).